# Ljusskäret
Ljusskäret är en ö i Finland. Den ligger i Norra Östersjön eller Skärgårdshavet och i kommunen Kimitoön i landskapet Egentliga Finland, i den sydvästra delen av landet. Ön ligger omkring 76 kilometer söder om Åbo och omkring 140 kilometer väster om Helsingfors.
Öns area är 3,2 hektar och dess största längd är 370 meter i öst-västlig riktning.